# Az ember gyermeke
Az ember gyermeke (Children of Men) 2006-ban bemutatott sci-fi film Alfonso Cuarón rendezésében, ami P.D. James The Children of Men (1992) című regénye alapján készült. A főszerepben Clive Owen, Julianne Moore és Michael Caine látható.

## Cselekmény
|  | Alább a cselekmény részletei következnek! |

A film helyszíne a disztópikus Egyesült Királyság 2027-ben, amikorra a globális meddőség két évtizede az emberi fajnak kevesebb, mint egy évszázadot hagyott a kihalásig. Ez az egész világra kiterjedő szociális összeomlást eredményezett, terrorizmussal, környezeti pusztításokkal és menekültek millióinak megjelenésével súlyosbodott a bolygó állapota. Az emberiség látszólagos utolsó reménye a titkosított Humán Projektben rejlik, egy csapatban, akik az emberi faj megmentésén fáradoznak. Mikor egy várandós nyugat-afrikai menekült, Kee feltűnik a semmiből, a köztiszviselő Theo Faron feladata lesz, hogy elvigye őt az emberek újonnan alapított jövője felé, egy megbeszélt találkozóra a Humán Projekttel, s közben meg kell védenie őt Nagy-Britannia aktív és nyomasztó bevándorló-üldözésétől.
|  | Itt a vége a cselekmény részletezésének! |

## Fogadtatás
A filmet jól fogadták a kritikusok, többen közülük külön megjegyezték a jól kiválasztott, karácsonyra időzített észak-amerikai bemutató idejét, hiszen a film hordozza a remény, a megváltás, a hit üzenetét. Az ember gyermekében, hasonlóan Cuarón korábbi munkájához, az Anyádat is című filmhez, a rendező folytatja a jelenkor szociális, gazdasági és politikai ügyeinek kiterjedt használatát, amiket egészen a szereplők motivációjának szintjére emel. Művészi szempontból a filmet operatőri munkája révén is kiemelték, közelebbről a single-shot, azaz vágás nélkül felvett akciójeleneteket. Ezen a téren számos elismerést gyűjtött a produkció.

## Szereplők
| Szereplő      | Színész             | Magyar hang      |
| ------------- | ------------------- | ---------------- |
| Theo Faron    | Clive Owen          | Selmeczi Roland  |
| Julian Taylor | Julianne Moore      | Kubik Anna       |
| Jasper Palmer | Michael Caine       | Fülöp Zsigmond   |
| Kee           | Claire-Hope Ashitey | Pikali Gerda     |
| Luke          | Chiwetel Ejiofor    | Stohl András     |
| Miriam        | Pam Ferris          | Kocsis Mariann   |
| Patric        | Charlie Hunnam      | Király Attila    |
| Nigel         | Danny Huston        | Juhász György    |
| Syd           | Peter Mullan        | Borbiczki Ferenc |

## Díjak és jelentősebb jelölések
- Oscar-díj
  - jelölés: legjobb adaptált forgatókönyv
  - jelölés: legjobb fényképezés (Emmanuel Lubezki)
  - jelölés: legjobb vágás
- BAFTA-díj
  - díj: legjobb fényképezés (Emmanuel Lubezki)
  - díj: legjobb produkciós dizájn
  - jelölés: legjobb speciális vizuális effektusok
- Velencei Filmfesztivál
  - díj: Golden Osella (Emmanuel Lubezki)
  - díj: Laterna Magica Prize (Alfonso Cuarón)
- American Society of Cinematographers, USA
  - díj: legjobb fényképezés (Emmanuel Lubezki)
- Central Ohio Film Critics Association
  - díj: legjobb film
  - díj: az év színésze (Clive Owen)
- Chicago Film Critics Association Awards
  - díj: legjobb fényképezés (Emmanuel Lubezki)
- Las Vegas Film Critics Society Awards
  - díj: legjobb fényképezés (Emmanuel Lubezki)
- Los Angeles Film Critics Association Awards
  - díj: legjobb fényképezés (Emmanuel Lubezki)
- National Society of Film Critics Awards, USA
  - díj: legjobb fényképezés (Emmanuel Lubezki)
- Online Film Critics Society Awards
  - díj: legjobb adaptált forgatókönyv
  - díj: legjobb fényképezés (Emmanuel Lubezki)
- USC Scripter Award
  - díj: USC forgatókönyvírói díj
- Vancouver Film Critics Circle
  - díj: legjobb film
  - díj: legjobb rendező (Alfonso Cuarón)